# Dörphof
Dörphof è un comune di 748 abitanti dello Schleswig-Holstein, in Germania.
Appartiene al circondario (Kreis) di Rendsburg-Eckernförde (targa RD) ed è parte della comunità amministrativa (Amt) di Schlei-Ostsee.

## Geografia
Il comune si trova tra lo Schlei e il Mar Baltico, a 5 km da Kappeln, sulla penisola di Schwansen.
A sud-est si trova la penisola del lago Schwansen e a ovest la Bundesstraße 203 per Eckernförde.

## Storia
La prima menzione scritta risale al 1352 con il nome di Dorpe.
Inizialmente tenuta vescovile, divenne proprietà della nobiltà nel XVI e XVII secolo, dal 1723 al 1772 al cavaliere di Reventlow, nel 1791 al cavaliere di Ahlefeldt e infine nel 1858 al convento di Preetz.
Nel XIX e all'inizio del XX secolo, la tenuta di Schwonendahl apparteneva a un ramo della famiglia Jauch, commercianti di Amburgo.